# Nikita Glasnović
Nikita Glasnović (Malmö, 17 gennaio 1995) è una taekwondoka svedese.

## Palmarès
- Mondiali

Muju 2017: bronzo nei 57 kg.
- Europei

Baku 2014: bronzo nei 57 kg;
Montreux 2016: argento nei 57 kg.
- Giochi europei

Baku 2015: bronzo nei 57 kg.